# Diables noirs de Combani
Maillots
Les Diables noirs de Combani, plus couramment abrégé en Diables noirs, sont un club de football français fondé en 1988 et basé à Combani, village de la commune de Tsingoni.
Le club joue ses matchs à domicile au Stade de Combani, doté de 500  places.

## Histoire
En octobre 2022, lors 7e tour de coupe de France le club affronte le FC Annecy pour une place au 8e tour. Les Diables noirs s’inclinent sur le score de 8 à 1.
Qualifié pour le septième tour de la Coupe de France 2024-2025, le club de football de Combani affrontera l’US Crépy-en-Valois, pensionnaire de Régional 3 dans l’Oise. Le club accède pour la première fois de son histoire au huitième tour de la coupe de France en s’imposant aux tirs au but face à l’US Crépy-en-Valois. Leur épopée s’arrêtera le 20 novembre après une défaite 2-0 face à l’USC Cortes au 8e tour.

## Palmarès
| Compétitions nationales                  |
| ---------------------------------------- |
| - Coupe de Mayotte : - Finaliste : 2010. |

## Présidents du club
- Yousouffa Ahamada[8]